# Komet Finlay
Komet Finlay ali Finlayjev komet (uradna oznaka je 15P/Finlay) je periodični komet z obhodno dobo 6,75 let. Pripada Jupitrovi družini kometov.

## Odkritje
Odkril ga je južnoafriški astronom William Henry Finlay (1849 – 1924) 26. septembra 1886 na Kraljevem observatoriju na Rtu dobrega upanja na obali Republike Južne Afrike.

## Opazovanja
Ko so leta 1886 naredili izračune za parabolično tirnico, so odkrili veliko podobnost s tirnico izgubljenega kometa Komet Vico-Swift-Neat iz leta 1844. Ameriški astronom Lewis Boss (1846 – 1912) je opozoril na velike razlike v tirnicah. Po nadaljnjih opazovanjih je zaključil, da to ni bil Finlayjev komet.
V letu 1899 so komet izgubili. V letu 1910 je letel zelo blizu Jupitra in pri tem povečal obhodno dobo. 25. oktobra 1919 so na Observatoriju Kjoto odkrili »novi« komet, ki pa je bil v resnici komet Finlay.
Magnituda kometa Finlay pada po letu 1926.